# ケプラー11b
ケプラー11b（英語: Kepler-11b）は、地球からはくちょう座の方向に約2000光年離れた位置にある太陽系外惑星である。NASAが運用しているケプラー宇宙望遠鏡により発見された。その質量は地球の約1.8倍で、密度は1.72 g/cm3と小さく、地球にはあまり似ていない。恒星ケプラー11はこの惑星を含むと6つの惑星を持ち、それらの中でもケプラー11bは最も恒星に近いため最も熱された惑星である。更に他の5つの惑星はケプラー11bと同時に発見されており、初めて3つ以上のトランジット惑星が見つかった惑星系でもある。これら6つの惑星は2月3日に発見された。

## 名称と発見
ケプラー11bは、ケプラー11系の他の5個の惑星と同時にケプラー宇宙望遠鏡によって発見され、2011年2月2日に発見の成果が論文で公表され、2011年2月3日にNASAが発見を公表した。
ケプラー11bという名前は、ケプラー11系の惑星が同時に6個発見され、公転軌道が内側の惑星からb、c、d…と名付けられたが、これが最も内側を公転していたためbの符号が与えられた。ケプラー11bの名が与えられるまでは恒星がケプラーの観測対象であったため、ケプラーの観測対象天体を表すKOI(Kepler object of interest)という名前が用いられることもったため、 KOI-157 b、またはKOI-157.06という名前もあった。このケプラーとはNASAが運用している宇宙望遠鏡で、太陽系外地球型惑星をトランジットにより発見することを試みている。このトランジットは恒星の等級のわずかな変動によって観測され、その後の再調査によって惑星の存在への真偽が裏付けられている。
再調査はスピッツァー宇宙望遠鏡などの宇宙望遠鏡の他、地球上のテキサス州、アリゾナ州、カナリア諸島、ハワイ、カリフォルニアなどの望遠鏡でも行われ、ケプラー11bの存在を確認した。特筆すべき点としてケプラー11bとケプラー11cの間では軌道共鳴が起こっていることが確認されている。ケプラー11惑星系はトランジット惑星が複数見つかった中で2番目に発見された惑星系であるが、最初に見つかったケプラー9惑星系のトランジット惑星が2つなので、トランジット惑星が3つ以上見つかった惑星系として記録を塗り替えた。また、この惑星系はほとんど軌道傾斜角がどの惑星もほぼ同じで、平らな惑星系である。

## 軌道の性質

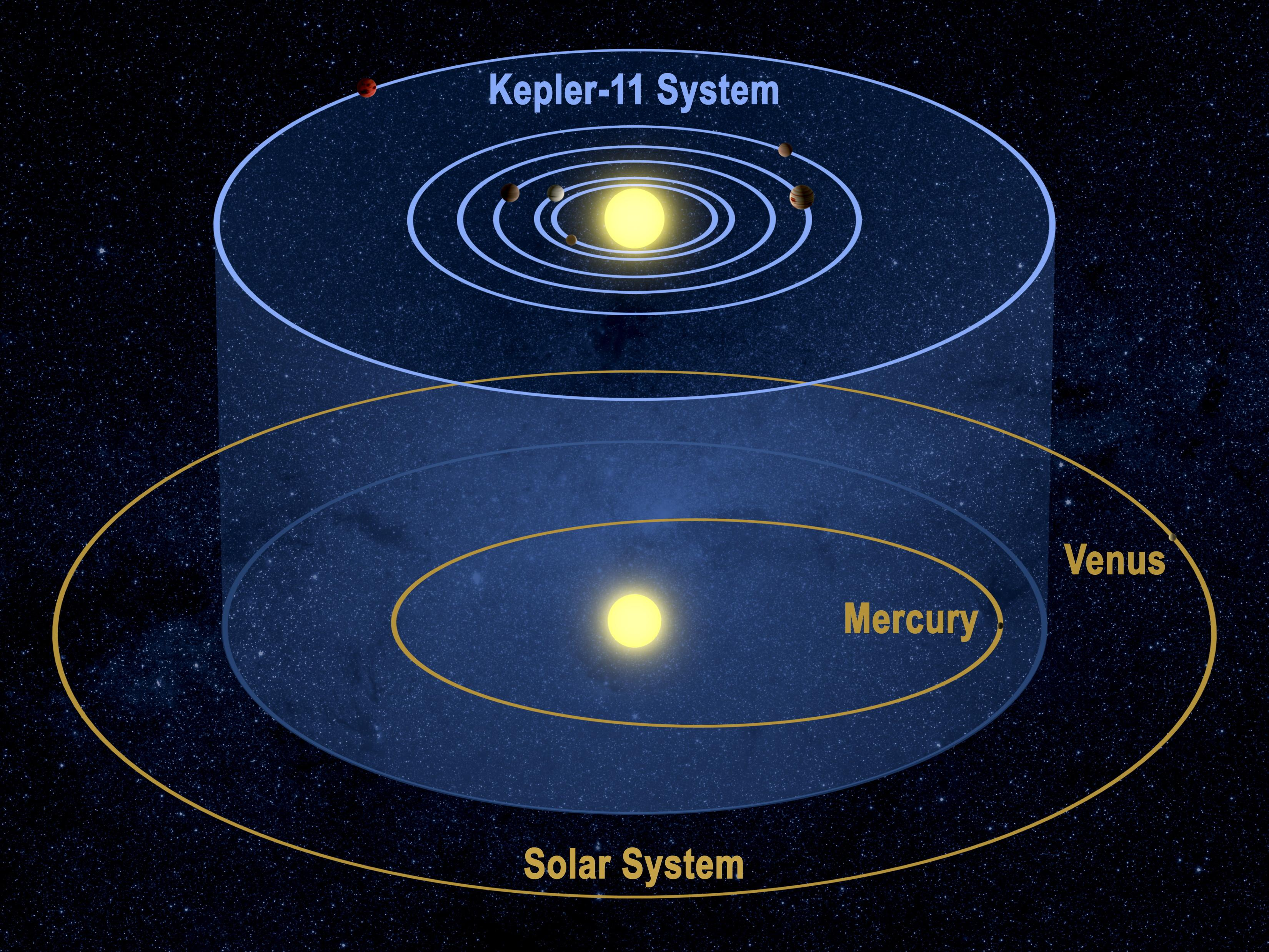
ケプラー11系と水星、金星の軌道

ケプラー11bは、ケプラー11系の惑星の中で、最も内側を公転する惑星である。軌道長半径は1360万km(0.091AU)と、太陽と水星間の距離の約4分の1しかない。すぐ外側を公転するケプラー11cとの公転軌道の差は224万km(0.015AU)しかない。 公転周期は約10日と7時間17分、軌道離心率は0.045でありほぼ0であるため、円軌道に近い軌道で公転している。ケプラー11cと軌道共鳴をしている可能性があり、その比率は4:5である。
軌道傾斜角は89.6度であり、ケプラー11の見かけの中央に近い部分を通る惑星である。恒星の見かけの中心に近ければ、それだけ恒星面の長い距離を通過することになるが、公転速度が速いため、ケプラー11系の惑星の中では通過時間が最も短く、ケプラー11の手前を4.02 ± 0.08時間で通過する。

### 惑星の同時通過

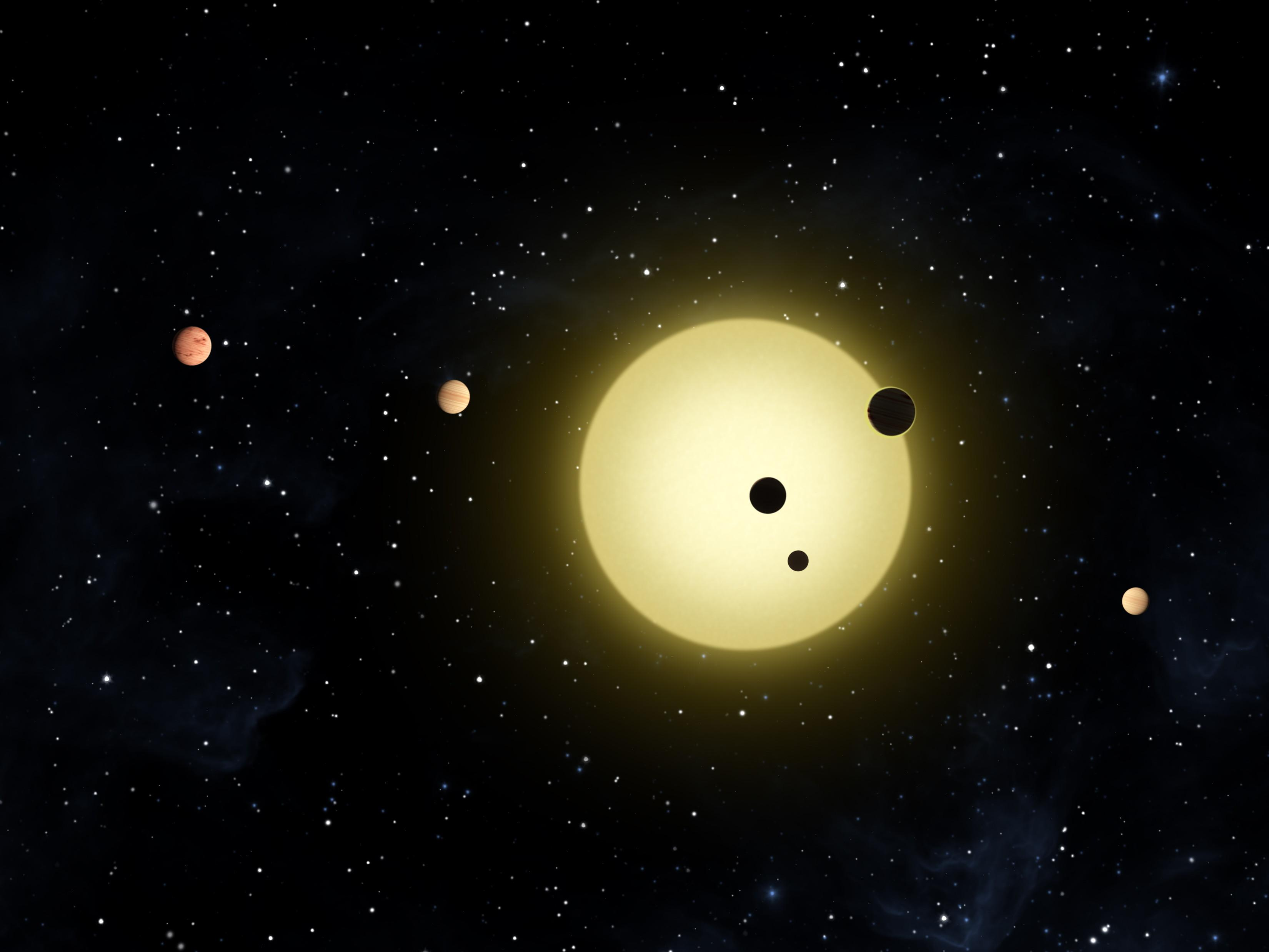
2010年8月13日の3個の惑星の同時通過時のそれぞれの惑星の位置（想像図）。

ケプラー11系は時々複数の惑星が同時に通過を起こすことがある。2010年8月13日16時48分(BJD2455435.2)には、ケプラー11b、ケプラー11d、ケプラー11eによる3個の惑星の同時通過が起こった。

## 物理的性質

### 概要
ケプラー11bは、いずれも地球と比べて、半径が1.8倍、質量が1.9倍と推定されている。ケプラー11惑星系の中では半径も質量もどちらも最も小さい。ケプラー11bがケプラー11の手前を通過すると、ケプラー11は視等級で0.31 ± 0.01暗くなる。この値は、ケプラー11系の惑星の中で最も小さい。半径はトランジット法の観測により、ほぼ正確に求まっており、2011年の論文では地球の4.3+2.2
−2.0倍であると報告されたが、2013年の論文では1.9倍に修正されている。2011年の論文における質量の大きな差は、ケプラー11bとケプラー11cが、互いの重力で公転周期を狂わせていることによる、直接的なデータの質の問題である。また、その後の2014年の論文でも質量が地球の約4倍だとする論文と約2倍だとする論文がある。

### 推定される性質
仮に地球の約4倍の質量であるならば、平均密度は3.1g/cm3である。これは50%が水で出来た岩石惑星と同じくらいの密度であり、月とほぼ同じである。また、ケプラー11系の惑星の中で最も高密度である。しかし、ケプラー11bは月よりかなり大きな天体なので、そのまま地球型惑星として単純に当てはめる事は出来ず、かなり地球とは相当異なった組成で構成されていると考えられている。しかし、それにも関わらず、ケプラー11bは軽い元素の水素ではなく、ヘリウム以上の重い元素で構成されていると考えられている。これらを総合すると、ケプラー11bは、鉄が著しく少ない、ほぼ純粋な珪酸塩で構成されていると考えられている。水は恐らく天王星型惑星に見られる「氷」の状態であると考えられている。また、水素とヘリウムで出来た大気を持っていると考えられている。
ケプラー11bはケプラー11から極めて近いため、表面温度は627℃(900K)と推定される、極めて高温の惑星である。この高温のため、ケプラー11bはかつて水素を豊富に含んだ大気を持つ惑星であったが、ケプラー11からの強い放射に長年晒され、水素の大部分が逃げてしまったと推定されている。なお、ケプラー11cは、ほぼ似たような運命を辿っていると考えられている。

## 主星
恒星ケプラー11ははくちょう座にある恒星で、質量は0.961太陽質量、半径は1.065 太陽半径であり、質量と半径ともに太陽とよく似た恒星である。金属量もほぼ0であり、これも太陽に似ている。金属量は惑星を発見する上では指標となり、金属量が高いとその恒星から惑星が見つかる可能性が高くなる。これは金属量が高ければ金属の量は増すため巨大ガス惑星の形成が早まることや、質量の大きさから惑星が恒星の方へ移動することが原因となり検出率が高まるからである。
この恒星はケプラー11bの他、c、d、e、f、gを持つ。ケプラー11gを除いた5惑星は水星の軌道より内側を公転している。
ケプラー11自体は視等級がKバンドで12.180であり、肉眼では到底見えない。